# Marsella
Marsella – miasto w Kolumbii, w departamencie Risaralda.